# محمد السهلاوی
محمد السهلاوی (عربی: محمد السهلاوی؛ زاده ۱ مارس ۱۹۸۷) یک بازیکن فوتبال اهل عربستان سعودی است. که در پست مهاجم بازی می‌کند.
وی همچنین در تیم ملی فوتبال عربستان سعودی بازی کرده‌است. وی به همراه روبرت لواندوفسکی و احمد خلیل آقای گل مقدماتی جام جهانی شد.